# La Fille qui faisait des miracles
Pour plus de détails, voir Fiche technique et Distribution.
La Fille qui faisait des miracles (Чудесница, Choudesnitsa) est un film soviétique réalisé par Alexandre Medvedkine, sorti en 1936.

## Fiche technique
- Titre original : Чудесница, Choudesnitsa
- Titre français : La Fille qui faisait des miracles[2]
- Photographie : Igor Geleïn
- Musique : Lev Chvarts
- Décors : I. Meden